# Ludwig Emil Grimm
Ludwig Emil Grimm (ur. 14 marca 1790 w Hanau, zm. 4 kwietnia 1863 w Kassel) – niemiecki malarz, grafik, rysownik, najmłodszy brat Jacoba i Wilhelma.
Studiował w Kassel i Monachium. Od 1832 roku był profesorem na Kunsthochschule Kassel. W swojej twórczości przedstawiał sceny z życia miasta Kassel, swoich krewnych oraz zderzenia kulturowe, stanowiące satyryczny komentarz do bieżących spraw społecznych. Jest autorem rysunków do Baśni braci Grimm.